# Здравко Кнежевић
Здравко Кнежевић - Кнез (Прњавор, 17. април 1968) српски је стрип цртач. Организатор је неколико школа стрипа у Републици Српској. Уредник је стрип магазина "Парабелум" и фанзина "Кунова"

## Биографија
Здравко кнежевић је рођен у Прњавору 17. aприла  1968. године а одрастао у селу Печеног Илова. Средњу, грађевинску техничку школу, завршио је у Дервенти средином осамдесесетих година прошлог вијека и у то вријеме нацртао је  више стотина табли стрипа, које није објављивао. Са Томиславом Врачевићем покренуо је стрип серијал „Том и Зак“, који такође није објављен, али је умножаван и дијељен међу пријатељима. У то вријеме цртао је карикатуре и илустрације које су објављиване у сарајавском седмичном магазину „Вен“ и другим омладинским часописима. Крајем осамдесетих година пише вестерн приче за „Пони Вест“ из Горњег Милановца које су објављиване као додатак под псеудонимом Тревор Хорн. Послије тога веза са стрипом била му је искључиво колекционарство све до појаве Удружење стрип аутора и обожавалаца стрипа Републике Српске "Девета димензија" и стрип-магазина "Parabelluma". Њиховом појавом враћа се стрипу кроз цртање краћих прича, оснивање стрип школе у Прњавору, Дервенти и Српцу кроз које пролази велики број дјеце и из чијих радова заједно са Николом Кнежевићем покреће стрип фанзин "Кунова". Заједно са још петорицом стрип аутора из Републике Српске радио је на стрипу "Глуво доба" према књизи Нинослава Митровића. Водио је и стрип-радионицу на Међународном салону стрипа у Бањој Луци 2019.